# 冲绳杂炒
杂炒（チャンプルー）是一类冲绳特色菜，由蔬菜和豆腐等材料炒製而成。其中最著名的是苦瓜杂炒（ゴーヤーチャンプルー）。

## 概要
杂炒（チャンプルー）是沖縄方言「混杂物」之意，配料也不限于蔬菜和豆腐。原本是一类冲绳的家常菜，由便宜的日常豆腐和腌制的猪肉等食材添加到蔬菜中制成。近年来由于电视节目的推广和介绍，开始在日本各地都能吃到。

## 語源
一般认为Chanpuru（混杂）是日语什锦、杂烩（ちゃんぽん）Champon的变形，但也有人说是来自外来语。
一说来自汉语「炒腐儿（チャオ・フー・アル）」，尽管中国并没有这种名称的菜品。也有人认为该词源于马来语和印度尼西亚语中的 campur（读作 "cham-poor"），意思也是「混合」。

## 常见种类
冲绳杂炒的各种类型一般根据其中的代表性材料称为“某某杂炒”，一般還會加入柴魚片跟蔥做調味。

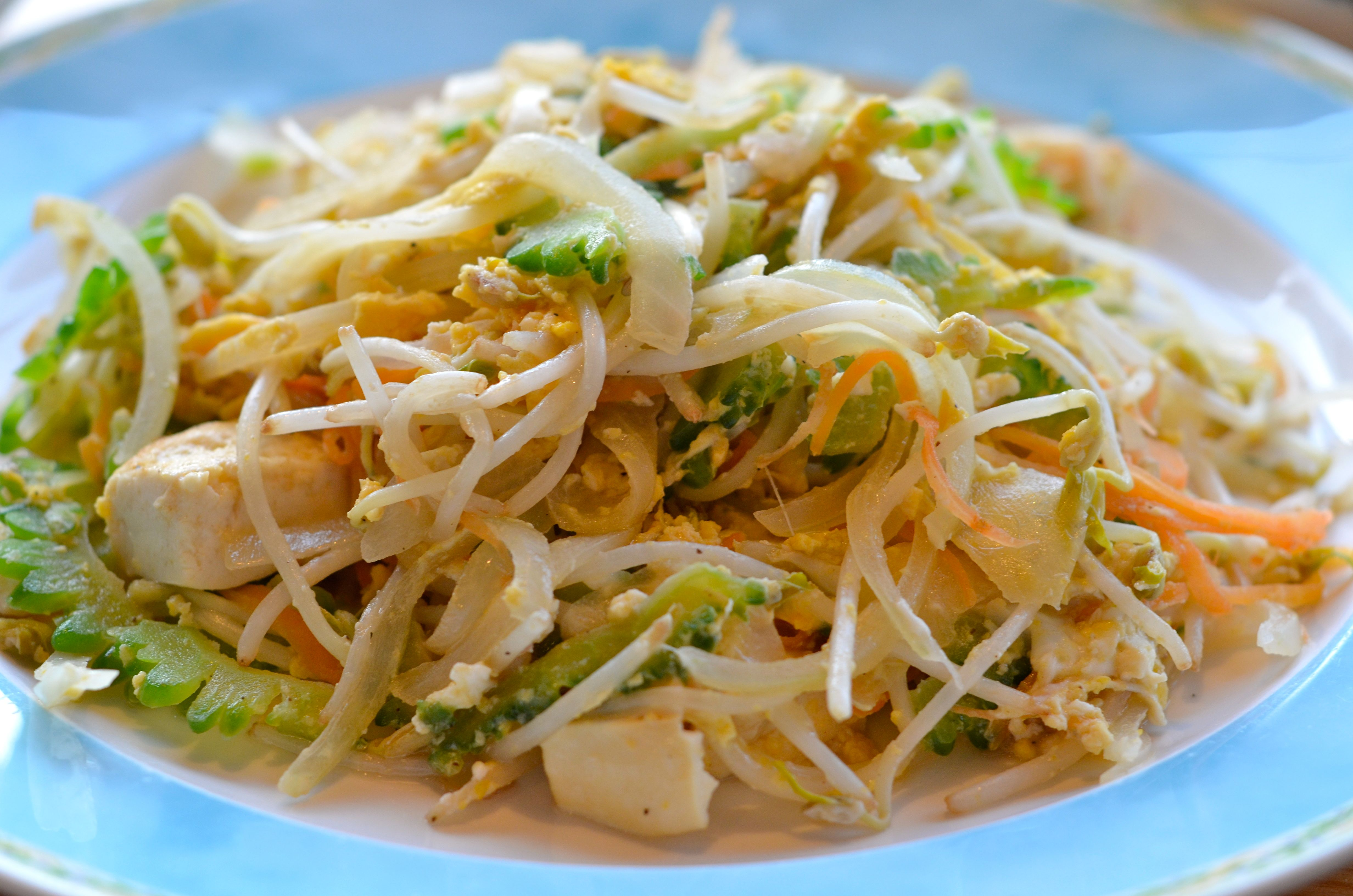
苦瓜杂炒
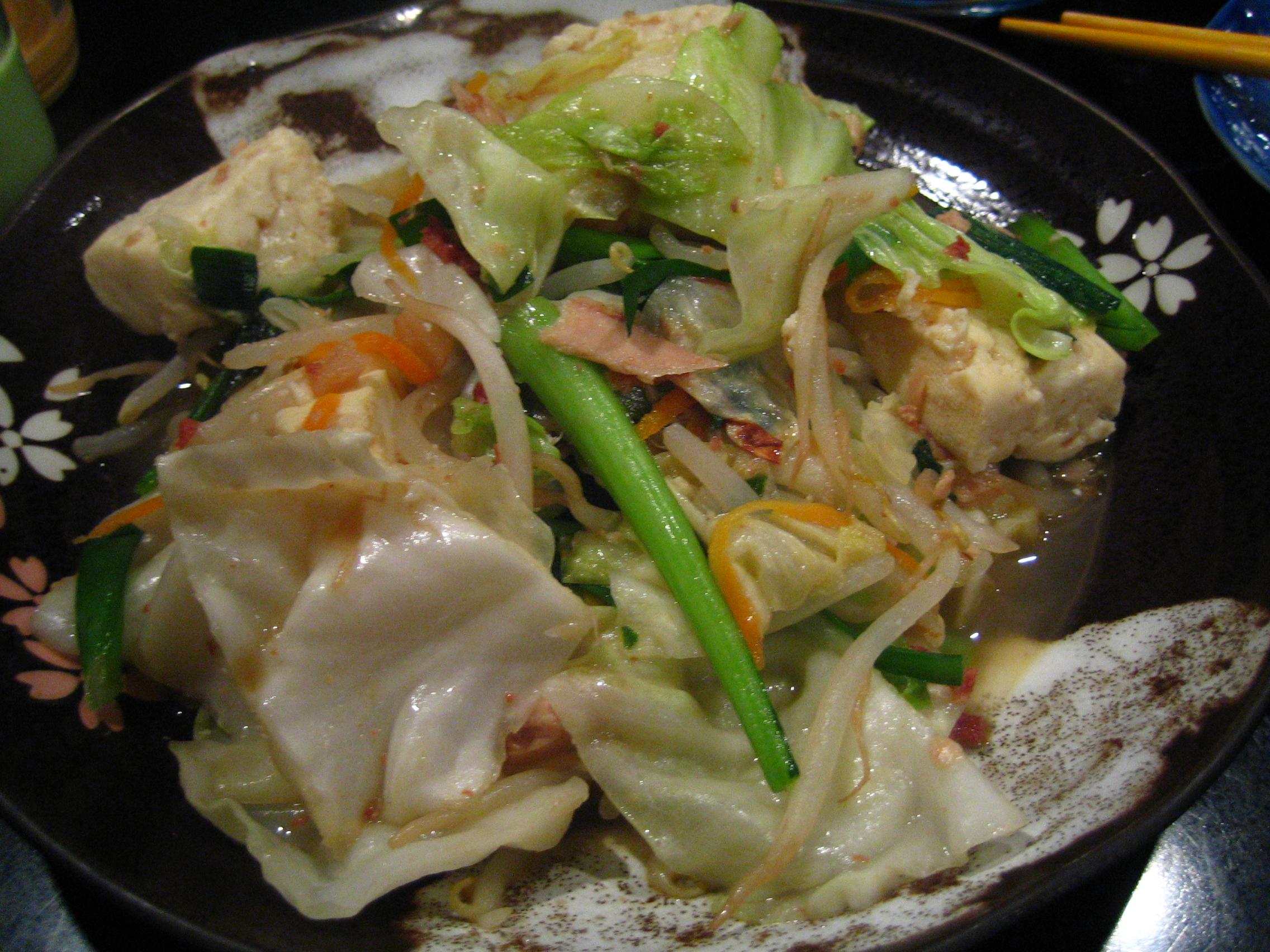
卷心菜杂炒
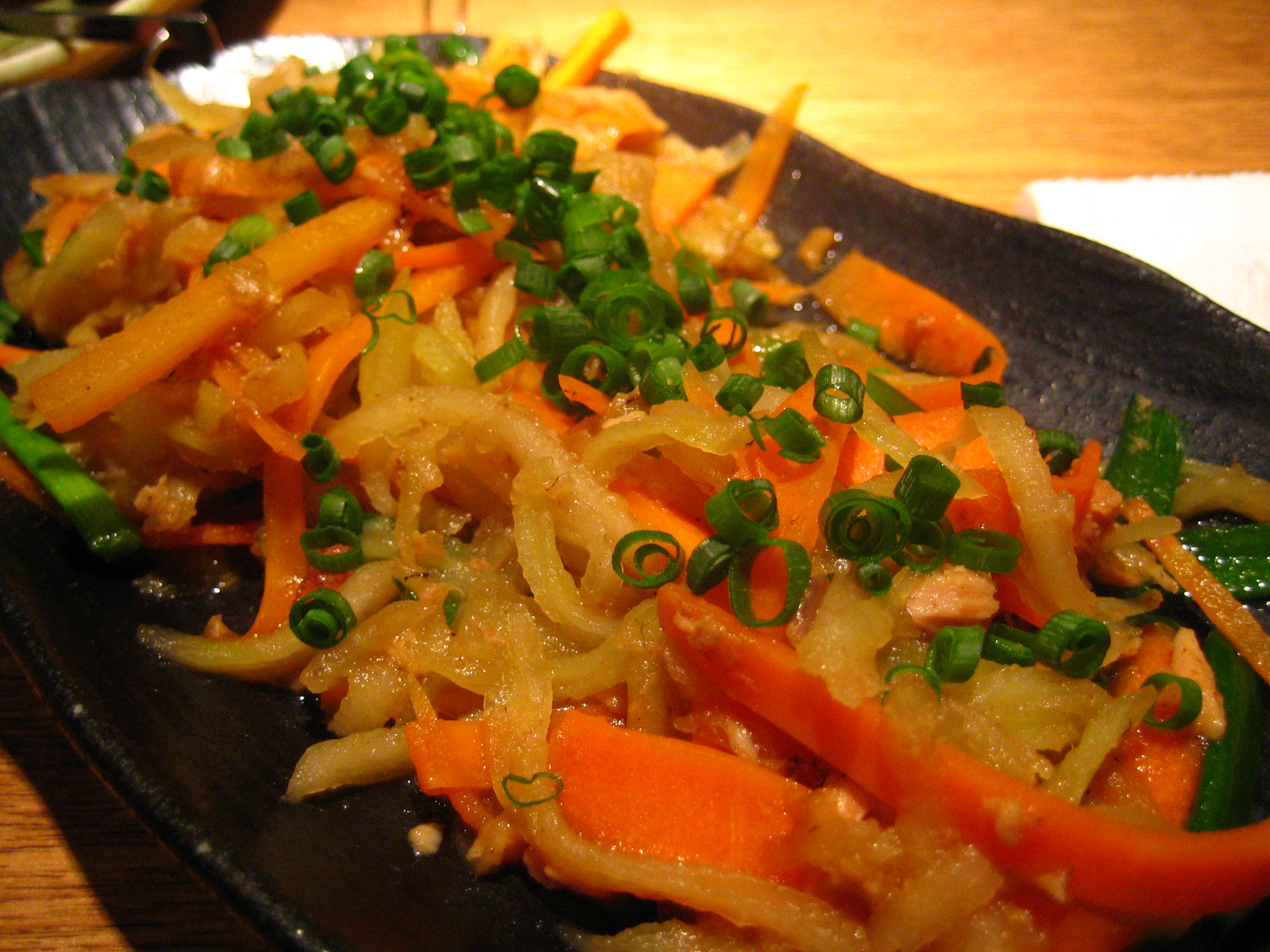
木瓜杂炒
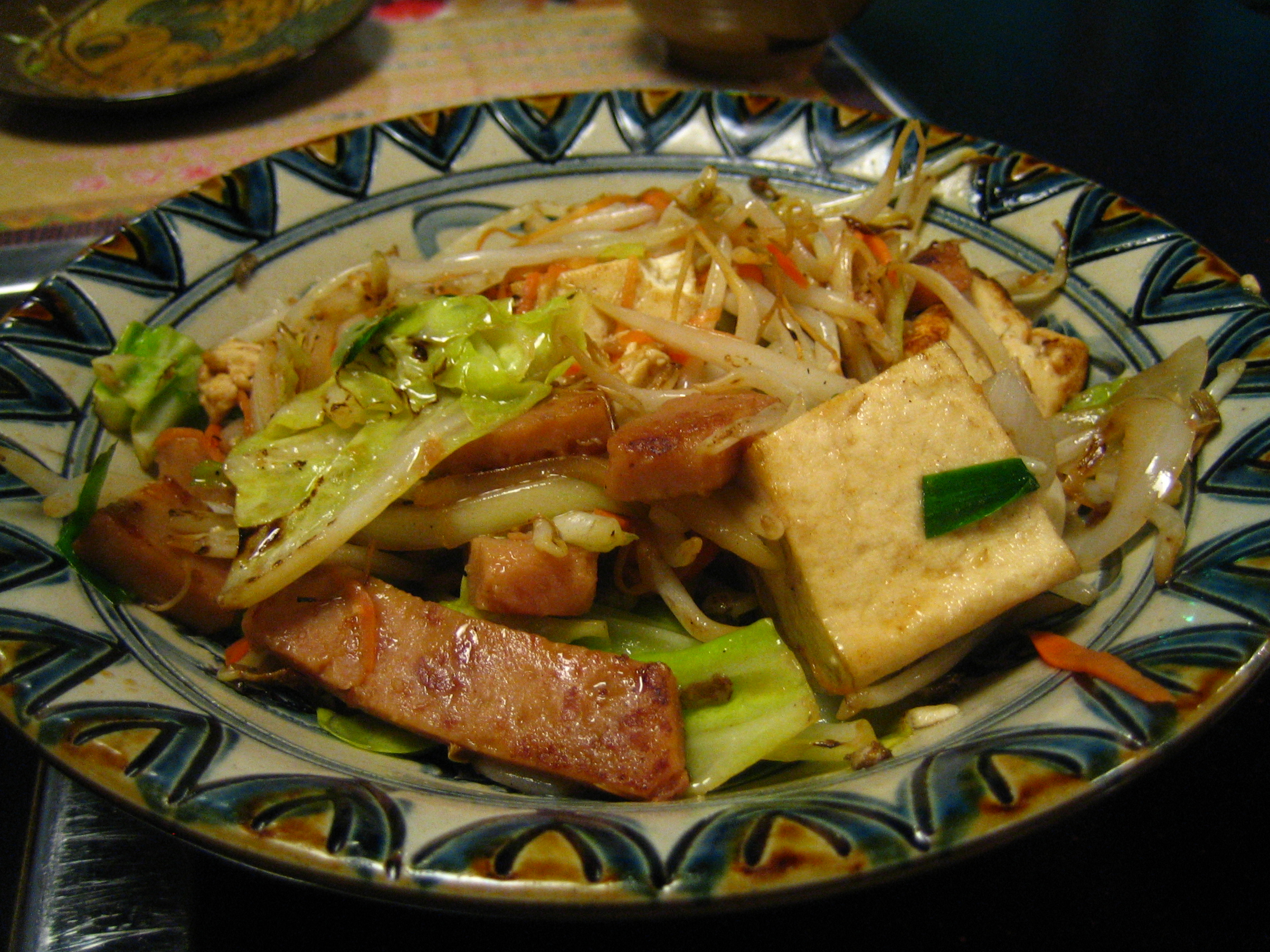
豆腐杂炒
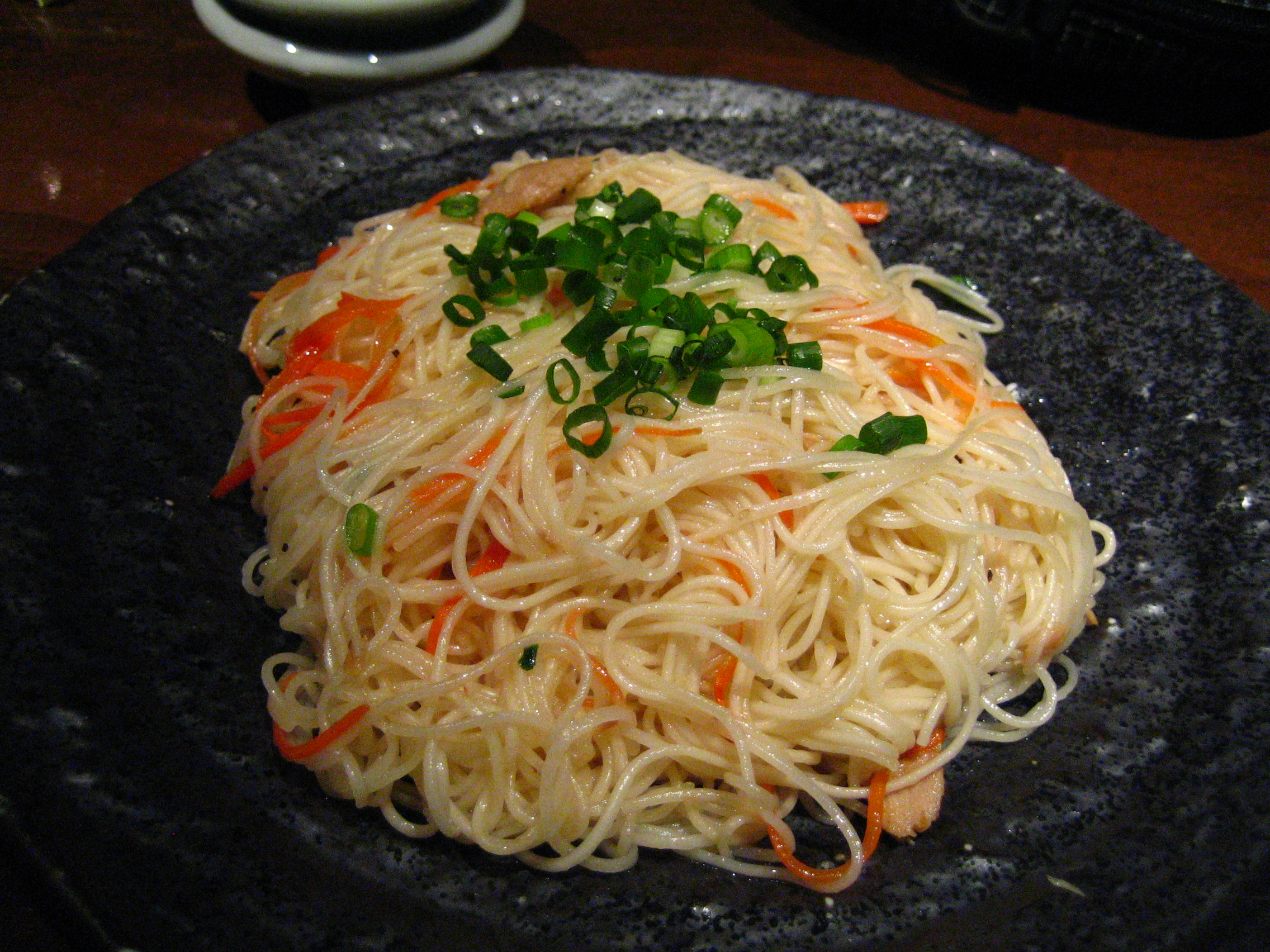
素麵雜炒

- 苦瓜杂炒（ゴーヤーチャンプルー）：最为著名的冲绳杂炒，渐渐在日本各地普及。
- 卷心菜杂炒（タマナーチャンプルー）
- 豆芽杂炒（マーミナーチャンプルー）
- 木瓜杂炒（パパヤーチャンプルー）
- 咸菜杂炒（チキナーチャンプルー）
- 丝瓜杂炒（ナーベーラーチャンプルー）
- 豆腐杂炒（豆腐チャンプルー）：另一種重要的元素
- 麥麩雜炒（フーチャンプルー）
- 素麵雜炒（ソーミンチャンプルー）

## 脚注
1. ↑  萩谷朴 (2000-07), 語源の快楽, 新潮文庫, 新潮社, ISBN 4101375313
2. ↑  岸 朝子（きし・あさこ）. . doraku.asahi.com.   [2011-11-03]. （原始内容存档于2013-06-15） （日语）.